# The Spirit of '43

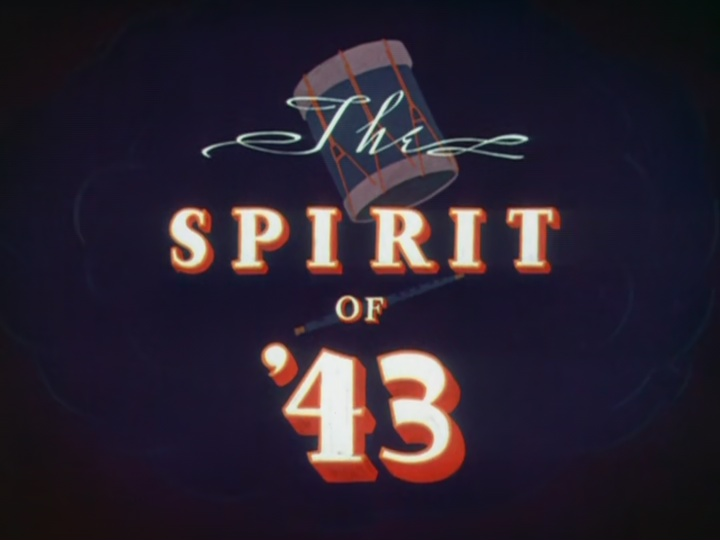

The Spirit of '43 is een Amerikaanse korttekenfilm uit 1943 van de Walt Disney studios met Donald Duck in de hoofdrol. Het is de opvolger van het filmpje The New Spirit uit 1942.

## Verhaal
Donald Duck speelt de rol van de doorsnee Amerikaan in oorlogstijd. Hij heeft zijn geld verdiend en moet beslissen wat hij ermee gaat doen. Zijn goede geweten en zijn slechte geweten verschijnen om hem raad te geven. Donalds slechte geweten probeert hem over te halen om zijn geld te verspillen aan pret en luxe. Donalds goede geweten (die erg op de latere Dagobert Duck lijkt) waarschuwt hem echter dat zijn land in oorlog is en zijn belastingen dus hard nodig heeft. Er volgt een woordenwisseling terwijl ze beiden aan Donalds mouwen trekken. Op zeker moment schiet Donald los uit hun greep, waarna ze allebei tegen de grond vliegen en hun ware natuur duidelijk wordt. Het slechte geweten werkt in een café met nazi-klapdeuren, terwijl het goede geweten opstaat tegen een muur die op de Amerikaanse Stars and Stripes lijkt. Donald slaat het slechte geweten bewusteloos en besluit dan zijn belastingen te betalen.
De rest van het filmpje toont vervolgens hoe de geallieerden Japan en Duitsland kunnen verslaan door met de opbrengst meer wapens te kopen. In de slotscène toont men hoe de wereld vervolgens weer vrij zal zijn.

## Controverses

## Verwijzingen

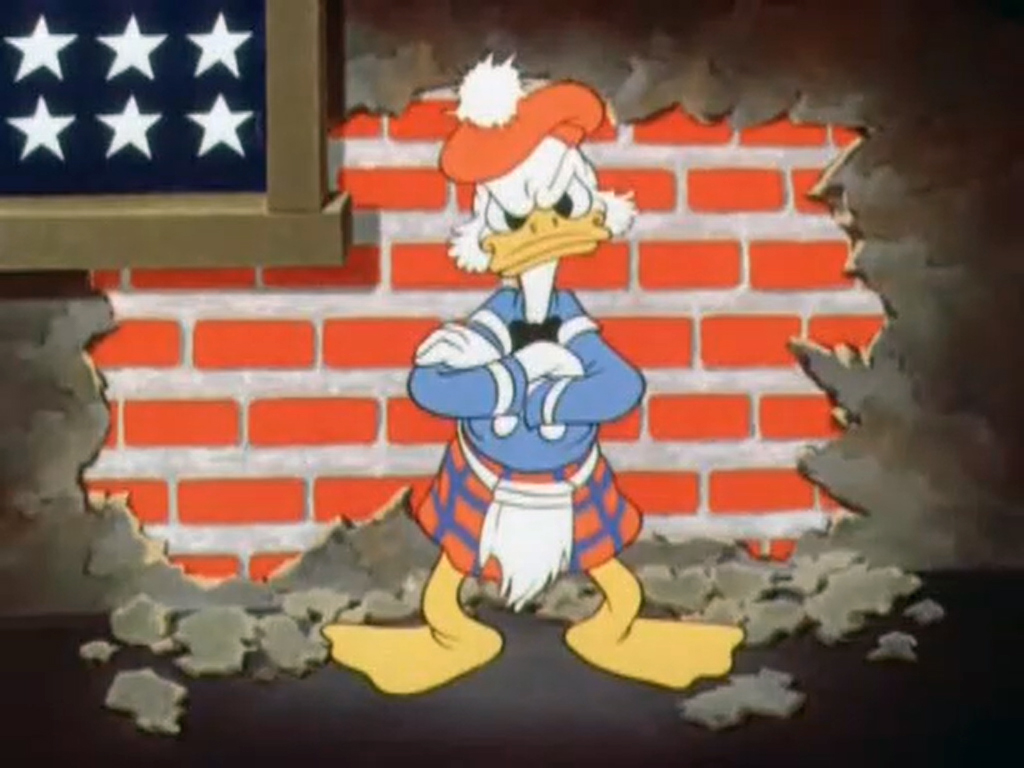